# 種子 (唯識)
種子（しゅうじ、しゅじ、サンスクリット:बीज bīja）は、仏教用語としては唯識の用語で、存在を生じさせる力のことを言う。